# Senat stanu Vermont
Senat stanu Vermont (ang. Vermont Senate) jest izbą wyższą legislatury Vermontu (Vermont General Assembly). W jego skład wchodzi trzydziestu senatorów.
Senatorowie stanowi wybierani są z trzech okręgów jednomandatowych, sześciu dwumandatowych, trzech trzymandatowych oraz jednego wyłaniającego sześciu polityków. Ich kadencje wynoszą cztery lata, przy czym co dwa lata wybierana jest połowa składu. Nie ma limitu kadencji.
Tak jak w przypadku innych izb wyższych ciał ustawodawczych poszczególnych stanów i terytoriów oraz Senatu federalnego, w gestii Senatu Vermont spoczywają wyłącznie takie kompetencje, jak zatwierdzanie kandydatów do gabinetu gubernatora i innych mianowanych przezeń wysokich urzędników oraz sędziów stanowego sądu najwyższego.

## Kierownictwo
Formalnie przewodniczącym Senatu jest wicegubernator, ale ten praktycznie nie uczestniczy w pracach Senatu, gdyż nie jest jego członkiem i głos może oddawać tylko w wypadku równego podziału głosów. Faktycznie kierownikiem izby jest przewodniczący pro tempore, czyli jeden z senatorów.
Przewodniczący: Wicegubernator Brian Dubie
Przewodniczący pro tempore: Peter Shumlin (Demokrata, okręg Windham)
Lider większości: John F. Campbell (Demokrata, Windsor)
Lider mniejszości: William T. Doyle (Republikanin, Washington)

## Skład
Partia Demokratyczna posiada bezpieczną większość w zgromadzeniu, tak samo jak i w Izbie Reprezentantów

### 2005–2007
Partia Demokratyczna: 21 senatorów
Partia Republikańska: 9 senatorów
(Większość demokratyczna wynosiła 12 miejsc)

### 2007–2008
Partia Demokratyczna: 23 senatorów (plus dwa miejsca)
Partia Republikańska: 7 senatorów (minus dwa miejsca)
(Większość demokratyczna wynosi 16 miejsc)